# Alexandru Ivasiuc
Alexandru Ivasiuc (Máramarossziget, 1933. július 12. – Bukarest, 1977. március 4.) román író.

## Élete
Apja, Leon Ivasiuc, természettudományokat tanított. 1940-ben a bécsi döntés következtében az Ivasiuc család Bukarestbe menekült, ahonnan 1951-ben tértek vissza Máramarosszigetre. Alexandru Ivasiuc itt fejezte be a líceumot (akkoriban „Filimon Sârbu”, jelenleg „Dragoș Vodă” Líceum). Bukarestben az egyetem filozófiai karán tanult, de két év után ideológiai okokból eltávolították. Ezt követően az orvosi karra iratkozott be, ahol viszont csak három évig tanult, mert 1956. november 4-én letartóztatták az 1956-os forradalom melletti szimpátiagyűlés egyik szervezőjeként. Öt évre ítélték, amelyet a jilavai és szamosújvári börtönökben, illetve különböző munkatáborokban, végül a bărăgani Lătești faluban, kényszerlakhelyen töltött. Első felesége összesen egyszer látogatta meg a kitelepített írót, hogy közölje, elválik tőle.
Büntetése végeztével 1963-ban visszatért Bukarestbe, ahol rövid ideig a "Sintofarm" gyógyszergyárban dolgozott és feleségül vette Tita Chiper újságírónőt. Mivel büntetett előéletű volt, ismerősei különösnek találták, hogy az amerikai nagykövetségen kapott állást, ahol 1968-ig dolgozott. A CNSAS kutatói szerint ez azért volt lehetséges, mert a Securitate informátora lett. 1968-1969-ben Ivasiuc amerikai ösztöndíjat kapott, ahol különböző egyetemeken tartott előadásokat és eljutott Angliába is. Visszatérése után 1970-1973 között a Cartea românească könyvkiadó főszerkesztője és helyettes igazgatója és a Romániai Írószövetség titkára volt. 1972-1974 között az 1-es Filmgyár igazgatói tisztét töltötte be.
Az 1977-es bukaresti földrengésben a Scala tömb maga alá temette.

## Munkássága
Első elbeszélése 1964-ben a Gazeta Literară-ban jelent meg. Regényeit erkölcsi és társadalmi kérdések köré építette fel; első három regényét a kritikusok absztraktnak és elméletieskedőnek ítélték. Racul (A rák) című regénye egy dél-amerikai diktátorról szóló antiutópia. Esszéit több kötetben jelentette meg Pro domo címen. Az Apa (A víz) című regénye szolgált az 1976-ban készült Trei zile și trei nopți (Három nap és három éjjel) című film forgatókönyvének alapjául.

## Regényei
- Vestibul (Öltöző) – 1967
- Interval (Intervallum) – 1973
- Apa (A víz) – 1973
- Păsările (A madarak) – 1973
- Iluminări (Megvilágosodások) – 1976
- Racul (A rák) – 1977

## Magyarul
- A madarak. Regény; ford. Csiki László; Kriterion, Bukarest, 1973
- Áradat. Regény; ford. Csiki László; Kriterion, Bukarest, 1976
- Pro domo; ford. Klumák István, Zirkuli Péter, utószó Zirkuli Péter; Európa, Bp., 1976 (Modern könyvtár)
- Megvilágosodások. Regény; [ford. Kolozsvári Papp László; Európa, Bp., 1979
- A hatalom árnyékában. Regény; ford. Zirkuli Péter; Európa, Bp., 1981
- Előszoba. Regény; ford. Kántor Erzsébet, utószó Kovács János; Kriterion, Bukarest, 1983 (Román írók)

## Fordítás
- Ez a szócikk részben vagy egészben az Alexandru Ivasiuc című román Wikipédia-szócikk ezen változatának fordításán alapul.  Az eredeti cikk szerkesztőit annak laptörténete sorolja fel. Ez a jelzés csupán a megfogalmazás eredetét és a szerzői jogokat jelzi, nem szolgál a cikkben szereplő információk forrásmegjelöléseként.